# Лінда-бай-Вайда
Лінда-бай-Вайда (нім. Linda bei Weida) — громада в Німеччині, розташована в землі Тюрингія. Входить до складу району Грайц. Складова частина об'єднання громад Вюншендорф/Ельстер.
Площа — 8,81 км2. Населення становить 417 ос. (станом на 31 грудня 2021).

## Галерея

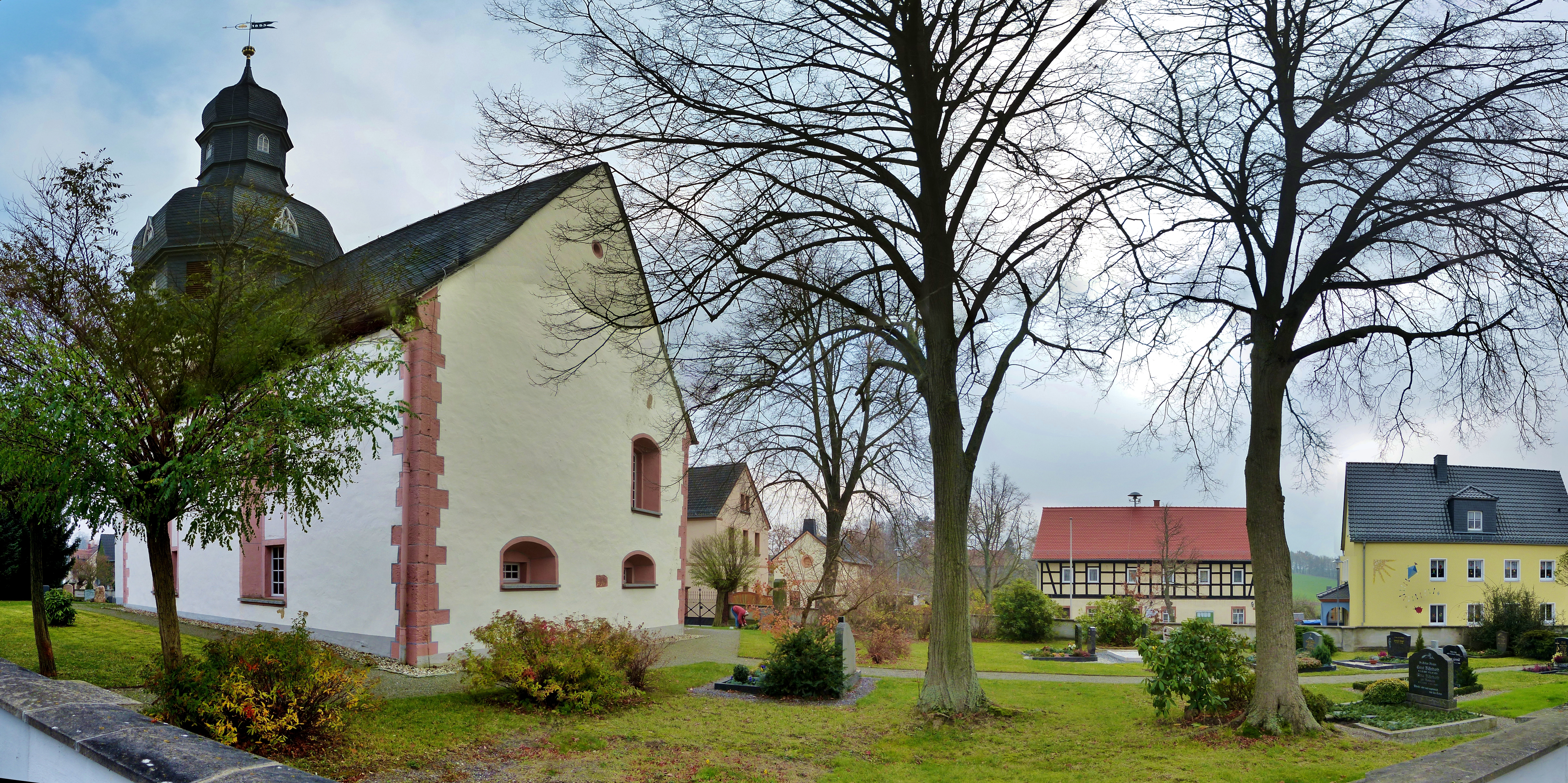
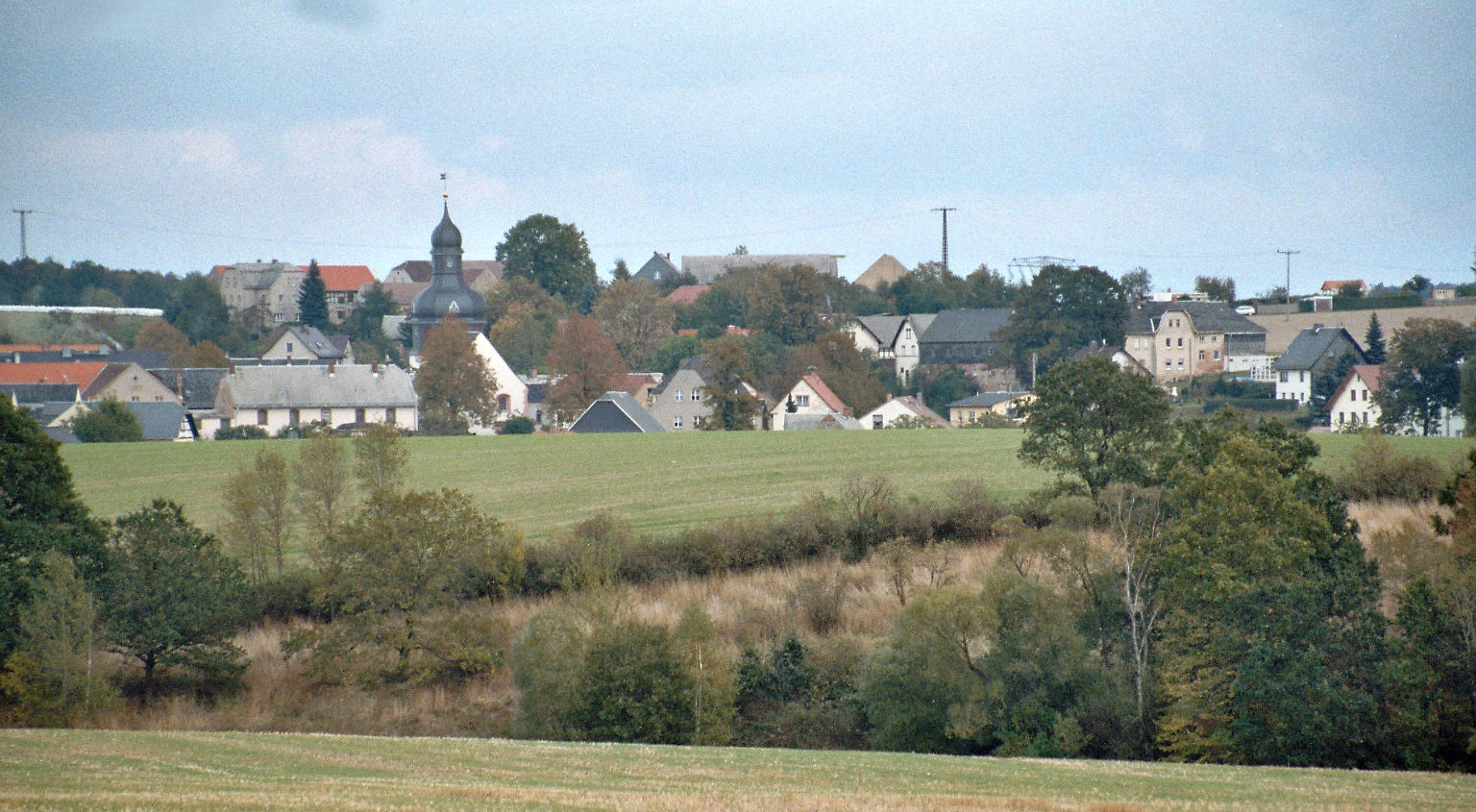
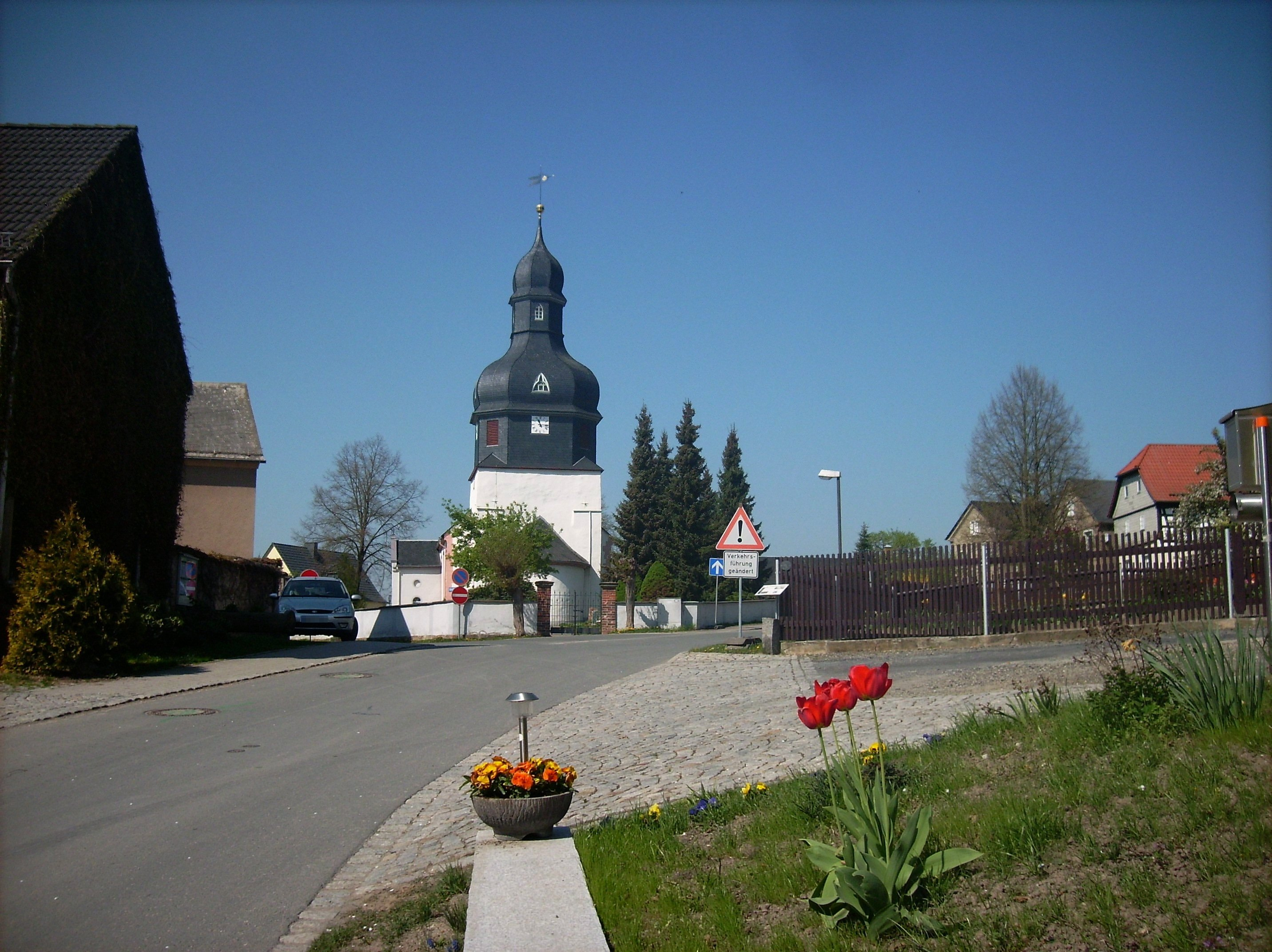